# Quasitransitive Relation

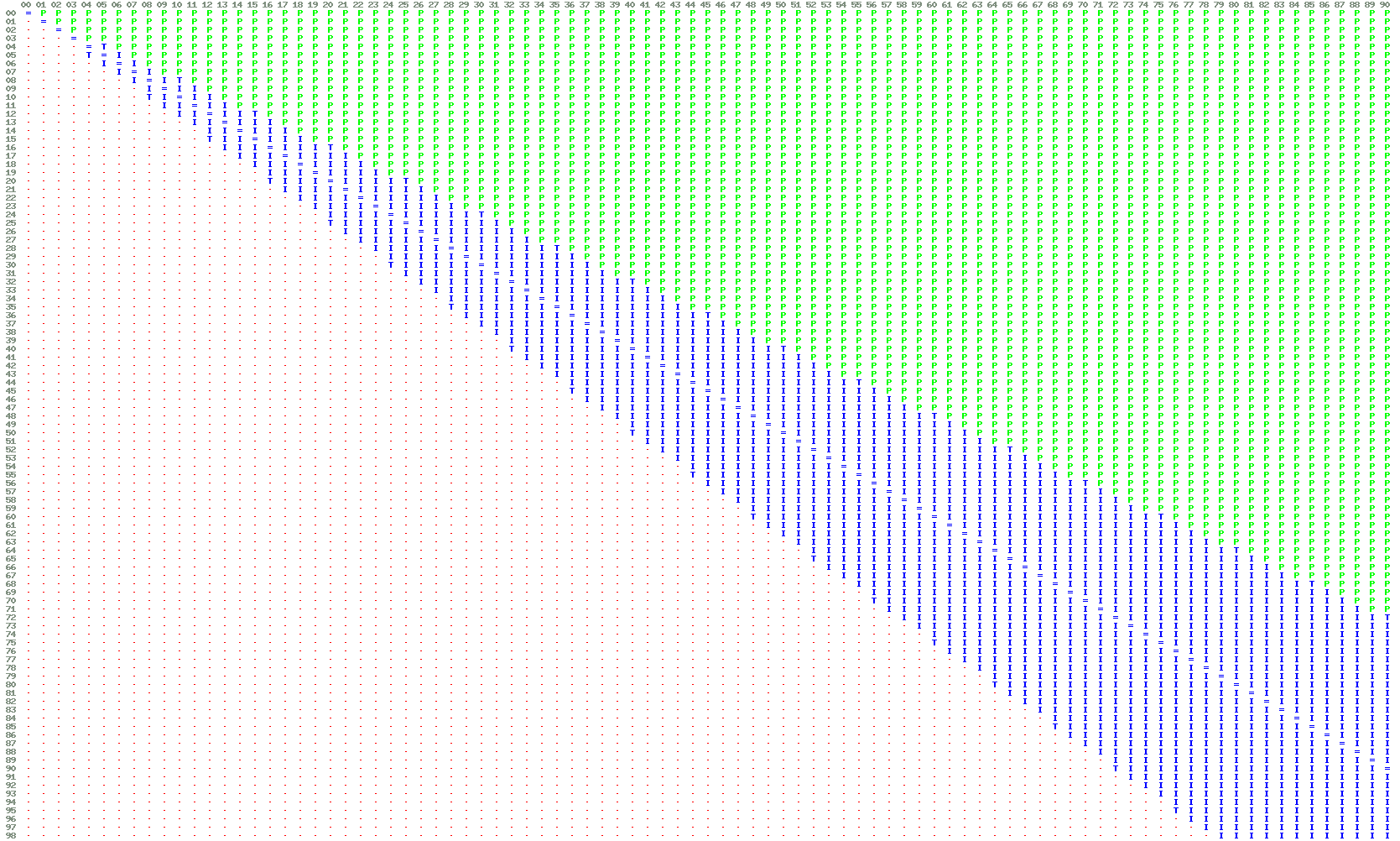
Die quasitransitive Relation. Ihr symmetrischer Teil ist in blau, ihr transitiver in grün dargestellt.

Quasitransitivität ist eine abgeschwächte Version von Transitivität, die in der Sozialwahltheorie und der Mikroökonomie verwendet wird. Informell gesagt ist eine Relation quasitransitiv, wenn sie für einige Werte symmetrisch und anderswo transitiv ist.  Das Konzept wurde 1969 von Amartya K. Sen eingeführt, um die Folgen des Arrow-Theorems zu untersuchen.

## Beispiele
Ökonomische Präferenzen werden bei einigen Autoren als quasitransitiv (und nicht als transitiv) angesehen.  Das klassische Beispiel ist eine Person, die unentschieden zwischen 7 und 8 Gramm Zucker ist und ebenso unentschieden zwischen 8 und 9 Gramm Zucker, die aber 9 Gramm Zucker gegenüber 7 bevorzugt. Ähnlich kann die Sorites-Paradoxie durch Abschwächung der angenommenen Transitivität bestimmter Relationen zu Quasitransitivität aufgelöst werden.

## Formale Definition
Eine zweistellige Relation {\displaystyle T} über einer Menge {\displaystyle X} ist quasitransitiv, wenn für alle {\displaystyle a,b,c\in X} gilt:
{\displaystyle aTb\wedge \neg bTa\wedge bTc\wedge \neg cTb\Rightarrow aTc\wedge \neg cTa}.
Wenn die Relation zusätzlich antisymmetrisch ist, ist T transitiv.
Eine alternative Definition verwendet den asymmetrischen oder „strengen“ Teil {\displaystyle P} von {\displaystyle T}, definiert durch
{\displaystyle aPb\Leftrightarrow aTb\wedge \neg bTa}; damit ist {\displaystyle T} quasitransitiv genau dann, wenn {\displaystyle P} transitiv ist.

## Eigenschaften
- Eine Relation {\displaystyle R} ist quasi-transitiv genau dann, wenn sie die disjunkte Vereinigung einer symmetrischen Relation {\displaystyle J} und einer transitiven Relation {\displaystyle P} ist.[3] {\displaystyle J} und {\displaystyle P} sind durch {\displaystyle R} nicht eindeutig bestimmt;[4] allerdings ist das {\displaystyle P} aus dem „{\displaystyle \Rightarrow }“-Beweisteil minimal.[5]
- Infolgedessen ist jede symmetrische Relation quasi-transitiv, ebenso wie jede transitive Relation.[6] Darüber hinaus ist eine antisymmetrische und quasi-transitive Relation immer auch transitiv.[7]
- Die Relation  {(7,7), (7,8), (7,9), (8,7), (8,8), (8,9), (9,8), (9,9)} aus dem obigen Zucker-Beispiel ist quasi-transitiv, aber nicht transitiv.
- Eine quasitransitive Relation muss keinem azyklischen Graphen entsprechen: Für jede nicht leere Menge {\displaystyle A} ist die universelle Relation {\displaystyle A\times A} das kartesische Produkt sowohl zyklisch als auch quasitransitiv.